# Овамбо

Поширення мов в Анголі станом на 1970-і роки. Овамбо зображена світло-коричневим.

Овамбо, амбо(англ. Aawambo) — етнос Південної Африки, що мешкає на півночі Намібії та півдні Анголи у регіоні, що має назву Овамболенд. Овамбо є одною з найчисленніших груп племен банту. Розподіляється на велику кількість субетнічних груп: ндонга, кваньяма, квамбі, нганд'єра, нбаланту, квалууді, колонкаді, еунда, мбандья тощо. Загальна чисельність — близько 900 тис., 750 тис. — на території Намібії (найбільша етнічна крупа країни, займає 1/20 всієї площі). Овамбо розмовляють на мовах ошивамбо, які складаються з суб-мов кваньяма та ндонга (групи банту бенуе-конголезької сім'ї).

### Історія
Овамбо мігрували з Центральної Африки на південь ще в XV—XVI ст. та створили тут власне державне об'єднання. У 80-х роках XIX ст. Німецька імперія Бісмарка загарбала землі Південно-Західної Африки, Тоголенда, Камеруна. Овамбо чинили рішучий спротив, і протягом 1904—1906 рр. ,вони підіймали повстання проти колонізаторів. Кордони німецької «Південно-Західної Африки» були офіційно встановлені у червні 1890 р.
У 1915 р. Південно-африканські війська завоювали та окупували територію сучасної Намібії. У 1917 р., в результаті успішної атаки південноафриканського та португальського війська, був вбитий останній король овамбо Укванами Мандум з Кваньяму. У результаті цієї військової операції територія Овамболенду, яка складалась з 4 регіонів (Ошикото, Охангвена, Омусаті та Ошана), була поділена між Намібією та Анголою.
Після Паризької конференції 1917 р. Південна Африка цілковито опинилась під мандатом Великої Британії.

### Офіційне заснування Овамболенду
У 1963 році Південно-Африканське керівництво опублікувало результат роботи комісії Одендаала, колишнього адміністратора Провінції Трансвааль. Цей документ, відомий як «план Одендаала». У висновках Одендааль зазначає, що перехід на новий ступінь розвитку економіки країни неможливий без подолання етнічних конфліктів. План, що не мав жодного економічного підґрунтя та лише послаблював інтегративні процеси племінних структур до громадянського суспільства, передбачав створення так званих «хоумлендів» або «бантустанів» (англ. homelend's) — територій компактного проживання окремих етнічних груп, де вони позбувались економічної та культурної конкуренції «білого населення». З 1968 р. Овамболенд зі столицею у м. Ондангва було офіційно проголошено «хоумлендом».

### Робітничі страйки
Політика апартеїду, система «пропусків», окремі судові інстанції для європейців та корінного населення, особливі умови для проживання у містах та жорстке трудове законодавство підбурили овамбо, як найбільшу етнічну групу, на страйки. Наймасштабніший з них був проведений в м. Волфіш-Бей (близько 6 000 овамбо вийшли на вулиці). Також страйки пройшли у таких містах та містечках, як Віндгук, Цумеб, Берг Аукан, Свакопмунд та ін. У результаті цих мітингів міністр адміністрації та розвитку банту пішов на поступки (зокрема, була підвищена заробітна платня на 10 %).
В період розгортання визвільної війни Намібії проти ПАР, у 1960—1980 рр., підпільна організація SWAPO (більшість її членів належали до етнічної групи овамбо) вела партизанську війну з військами Південноафриканської республіки.

### Сучасність
Наразі SWAPO виступає як політична афроцентристська сила у сучасній Намібії. Окремою проблемою співіснування різних етнічних груп африканських держав є те, що деякі політичні партії використовують трайболістські настрої овамбо для посилення конфліктних ситуацій всередині країни.

### Господарство
Традиційно овамбо займались і продовжують займатися землеробством (здебільшого ручного типу). На території Овамболенду вирощують просо, сорго, боби, кукурудзу, гарбузи, кавуни. У сезон дощів гарний врожай давали земляні горіхи та бехчеві культури.
Скотарство відгінного типу (велика та мала рогата худоба). Розводили коней, віслюків, кур, собак, свиней. Молочна худоба вважалася мірилом заможності господаря, тому забивалася лише на великі свята.

### Ремесла
Овамбо займаються гончарством, плетінням кошиків, циновок, обробкою дерева (ступки, луки зі стрілами), шкіри (спідниці, фартухи), міді й заліза (ножі, сокири, кільця, обручі). Стійким попитом у туристів користуються виготовлені овамбо предмети давніх етнічних культів та розкоші: намиста, браслети, залізна зброя з прикрасами тощо.

### Житла та суспільна організація
Поселення кругові. Традиційні споруди пальмові, з плетеними та обмазаними глиною стінами і конічним дахом з пальмових гілок. Села обгороджені парканом.
Село Овамбо (эумбо) являє собою поселення 5-10 індивідуальних сімей. В основі традиційного суспільного устрою — вождівство. Поряд з майновою диференціацією існує територіальний поділ на райони (ойлонго), керовані старостами (омуленга), і на більш дрібні ділянки, керовані старшинами (омвене-мукунда). Найбільш вражаюча риса традиційного суспільного устрою Овамбо — це матрилінійність роду, що визначає закони передачі спадщини, права спадкування та місця проживання у випадку припинення шлюбних відносин. В останні роки, під тиском зовнішніх чинників, таких як християнська доктрина, трудова міграція та економічна незалежність, відзначається явний зсув у бік посилення патріархату. Кожне окреме плем'я овамбо має свого вождя. Задля найважливіших питань скликається межплемінна рада старійшин.
І хоч овамбо приймаютьу часть у економічному житті країни, трайболізм та вірність місцевим традиціям, звичаєвому праву зберігаються.